# Ural rex

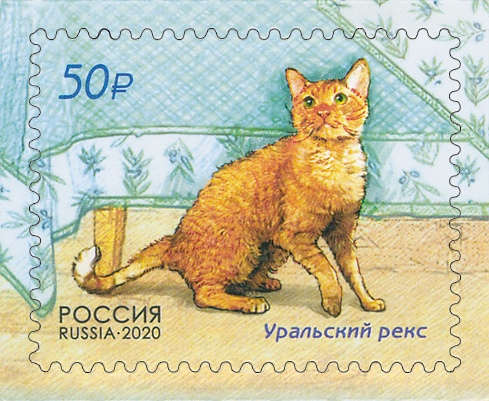
Ural rex op een Russische postzegel uit 2020.

De Ural rex is een kattenras dat is ontstaan in het Oeral gebied in Rusland. Het bijzondere aan deze rexkat is zijn gekrulde dubbele vacht. Er is een korthaar en een langhaarvariant.

## Geschiedenis
Al in de jaren 20 van de 20e eeuw werden in het Oeralgebied Rex katten gesignaleerd. De toenmalige bewoners waren geen kattenliefhebbers, de rexen werden gezien als een curiositeit en er werd niet mee gefokt.
De huidige Ural rexen stammen uit Ekaterinaburg. De familie Poduhrovskih had een zwart gevlekt met witte huiskat, genaamd Mura. In 1988 kreeg Mura drie kittens, waarvan er twee een gekrulde vacht hadden. Een van de gekrulde kittens, een katertje genaamd Vasilij bleef in de familie. Vasilij werd de stamvader van alle huidige Ural rexen. Hij werd met een huiskat gepaard en alle kittens waren gladharig. Daarna werd hij met zijn moeder gepaard en hieruit werden de gekrulde kater Bars en de gekrulde poes Murka geboren. Hieruit bleek dat de gekrulde vacht werd veroorzaakt door een recessief verervend gen. Met deze katten is men verder gaan fokken, er wordt uitgekruist met Russische huiskatten. Er is ook een testkruising gedaan met de Cornish rex en de Boheemse rex, hieruit werden alleen gladharige kittens geboren. Deze rex genen zijn niet aan elkaar verwant.
In 2006 is de Ural rex door de WCF erkend. Er zijn verschillende catteries in Ekaterinaburg en Moskou die actief met dit ras fokken en showen. De Ural rexen hebben een evenwichtig en vriendelijk karakter.

## Vacht en type
De vacht is anders dan bij de andere rex rassen. Het hele lichaam is bedekt met een dikke dubbele vacht met losvallende krullen, die opvallend elastisch aanvoelt. De langhaarvariant is wat rommelig van aanzien en minder populair. Alle vachtkleuren zoals ze bij gewone huiskatten voorkomen zijn erkend. Niet erkende kleuren zijn: chocolate, lilac, cinnamon en fawn, niet erkende vachtpartonen zijn getickt tabby en burma. Gedurende de eerste twee jaren van het leven hebben Ural rexen verschillende vachtwisselingen. Het kittenhaar heeft een grijsachtige kleur, ze moeten goed gekamd en geborsteld worden om de losse grijze haren te verwijderen, omdat deze de kwaliteit van de vachtkleur en de krullen negatief beïnvloeden. De Ural rex is een middelgrote kat, stevig maar elegant. De kop is wigvormig en de lengte is gelijk aan de breedte. De jukbeenderen zijn duidelijk aanwezig en een duidelijke pinch. De oren zijn middelgroot en hoog geplaatst. De ogen zijn groot, ovaal en wijd uit elkaar geplaatst.